# 横田格
横田格(よこた いたる、1948年（昭和23年）10月11日 - )は、日本の銀行家。前富山第一銀行代表取締役頭取。

## 人物
神奈川県横須賀市出身。慶大経済学部卒業後、日本銀行に入行する。横浜支店長等を経て、金融機関の検査を担当する考査局において次長、発券局長時代には2千円札の発行に携わり、日銀の意思決定機関である政策委員会で室長を務めた
また、総裁であった白川方明とは同期入行で親交も深く、齊藤栄吉富山銀行頭取は、横田が経営企画課長を務める折、直属の部下として仕えた。
2008年（平成20年）には後任含みの顧問として富山第一銀に入行。2010年（平成22年）4月、29年あまりトップを務めた金岡純二の後を受け頭取に昇格した。

## 略歴
- 1972年（昭和47年） - 慶應義塾大学経済学部卒業後、日本銀行入行
  - 以降、横浜支店長、考査局次長、発券局長、政策委員会室長、名古屋支店長等を歴任する
- 2003年（平成15年） - 商工組合中央金庫理事
- 2006年（平成18年） - 金融情報センター理事
- 2008年（平成20年） - 富山第一銀行顧問
- 2009年（平成21年） - 同代表取締役副頭取、リスク統括部長兼リスク管理室長兼コンプライアンス室長兼お客様相談室長委嘱
- 2010年（平成22年） - 同代表取締役頭取
- 2020年（令和2年）₋ 春の叙勲で旭日小綬章を授与される
- 2021年（令和3年）3月31日 - 富山第一銀行代表取締役頭取を退任し同行非常勤取締役顧問に就任[3]。